# BBK Electronics
BBK Electronics (chiń. 广东步步高电子工业有限公司) – korporacja międzynarodowa z siedzibą główną w Dongguan, w prowincji Guangdong w Chinach. Zajmuje się produkcją odtwarzaczy MP3, kamer cyfrowych i smarfonów. Jest to jeden z największych producentów smartfonów na świecie. Do BBK Electronics należą takie marki urządzeń mobilnych, jak Oppo, Vivo, OnePlus czy Realme. BBK Electronics oferuje również słuchawki i smartwatche pod marką Oppo Digital.
Przedsiębiorstwo zostało założone 18 września 1995 w Dongguan. Początkowo BBK produkowało głównie odtwarzacze DVD, ale z czasem oferta firmy została rozszerzona o inne sprzęty RTV i AGD, w tym kuchenki indukcyjne czy maszyny do produkcji mleka sojowego.